# Melanophryniscus simplex
Melanophryniscus simplex és una espècie d'amfibi que viu al Brasil. Està amenaçada d'extinció per la pèrdua del seu hàbitat natural.